# 韦尔尼 (萨尔特省)
韦尔尼（法語：Vernie，法語發音：[vɛʁni] ⓘ）是法国萨尔特省的一个市镇，属于马梅尔斯区。

## 地理
韦尔尼（48°11'0"N, 0°1'15"E）面积9.9 平方千米，位于法国卢瓦尔河地区大区萨尔特省，该省份为法国西北部内陆省份，北起顺时针与奥恩省、厄尔-卢瓦省、卢瓦-谢尔省、安德尔-卢瓦尔省、曼恩-卢瓦尔省和马耶讷省接壤，是法国大西部的入口，连接卢瓦尔河谷、布列塔尼和巴黎盆地。
与韦尔尼接壤的市镇（或旧市镇、城区）包括：塞格里、阿塞勒里布勒、克里塞、讷维拉莱。

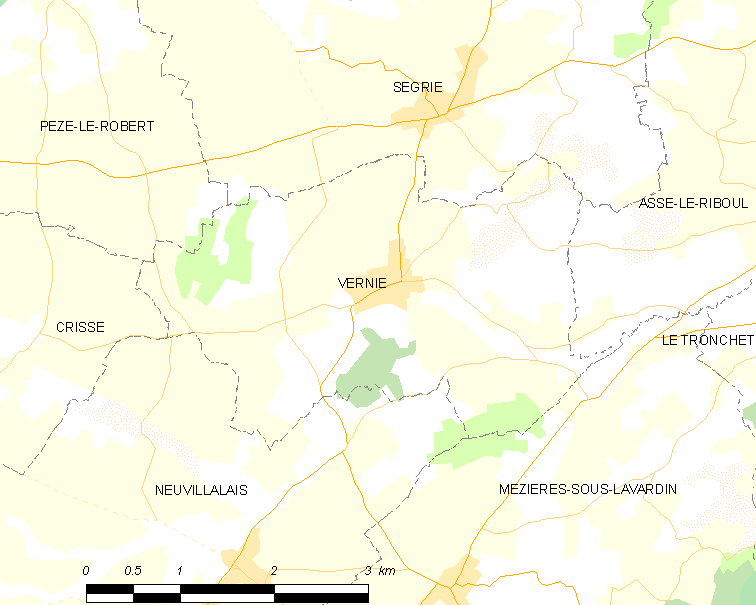
的OSM定位图

韦尔尼的时区为UTC+01:00、UTC+02:00（夏令时）。

## 行政
韦尔尼的邮政编码为72170，INSEE市镇编码为72370。

## 政治
韦尔尼所属的省级选区为锡耶勒纪尧姆县。

## 人口

1962-2008年间人口变化图示

韦尔尼于2022年1月1日时的人口数量为339人。